# گرینویل (کارولینای شمالی)
گرینویل (به انگلیسی: Greenville) شهری در ایالت کارولینای شمالی کشور ایالات متحده آمریکا است که جمعیت آن در سرشماری سال ۲۰۱۰ میلادی، ۸۴٬۵۵۴ نفر بوده‌است.